# Tombolo da Castiglion della Pescaia a Marina di Grosseto
Tombolo da Castiglion della Pescaia a Marina di Grosseto este o arie protejată (arie specială de conservare — SAC, sit de importanță comunitară — SCI, arie de protecție specială avifaunistică — SPA) din Italia întinsă pe o suprafață de 373 ha, integral pe uscat.

## Localizare
Centrul sitului Tombolo da Castiglion della Pescaia a Marina di Grosseto este situat la coordonatele 42°44′37″N 10°56′32″E / 42.743611°N 10.942222°E.

## Înființare
Situl Tombolo da Castiglion della Pescaia a Marina di Grosseto a fost declarat sit de importanță comunitară în iunie 1995 pentru a proteja 10 specii de animale. Alte tipuri de protecție:
- arie de protecție specială avifaunistică (în martie 2004)[2]
- arie specială de conservare (în mai 2016)[1][3][4]

## Biodiversitate
Situată în ecoregiunea mediteraneană, aria protejată conține 12 habitate naturale: Dune de pe litoral fixate cu Crucianellion maritimae, Dune mobile cu vegetație embrionară, Tufărișuri halofile mediteraneene și termo-atlantice (Sarcocornetea fruticosi), Dune mobile de-a lungul țărmului cu Ammophila arenaria („dune albe”), Dune cu tufărișuri sclerofile Cisto-Lavenduletalia, Pășuni mediteraneene udate de apa mării (Juncetalia maritimi), Dune împădurite cu Pinus pinea și/sau Pinus pinaster, Dune cu vegetație ierboasă Malcolmietalia, Dune de coastă cu Juniperus spp., Tufărișuri termo-mediteraneene și de pre-deșert, Vegetație anuală la limita mareei, Dune cu vegetație ierboasă Brachypodietalia cu specii anuale.
La baza desemnării sitului se află mai multe specii protejate:
- păsări (9): pescăruș albastru (Alcedo atthis), stârc galben (Ardeola ralloides), caprimulg (Caprimulgus europaeus), prundăraș de sărătură (Charadrius alexandrinus), Clamator glandarius, dumbrăveancă (Coracias garrulus), egretă mică (Egretta garzetta), stârc pitic (Ixobrychus minutus), ciuf-pitic (Otus scops)
- reptile (1): țestoasă bănățeană (Testudo hermanni)

Pe lângă speciile protejate, pe teritoriul sitului au mai fost identificate 5 specii de plante, 8 specii de nevertebrate, 2 specii de reptile.